# Achada Biscanhos
Achada Biscanhos es una localidad caboverdiana del municipio de Tarrafal.

## Geografía
La localidad está situada en la isla de Santiago.

## Organización territorial
La localidad abarca los lugares y barrios de:
- Bimbirim
- Cruz
- Cutelo Pa Diante
- Lapa Cachorro
- Renqui Meio
- Taberna